# Jozue (imię)
Jozue (hebr. יהושׁע – „Jahwe jest wybawieniem”) – imię noszone przez tytułową postać biblijnej Księgi Jozuego.

## Etymologia i rozwój imienia
Imię Jozue pochodzi od hebrajskiego יהושע (Jehoszua), które oznacza „Jahwe jest wybawieniem” lub „Jahwe zbawia”. W czasach perskich i późniejszych imię to było często skracane do ישוע (Jeszua), co znajduje odzwierciedlenie w pismach biblijnych, np. w Księdze Ezdrasza i Nehemiasza.
W tłumaczeniu greckim Starego Testamentu (Septuaginta), zarówno Jozue, jak i później Jezus z Nazaretu, byli zapisywani jako Ἰησοῦς (Iēsous), ponieważ grecki alfabet nie oddawał dźwięku „sz”, a końcówkę „-a” zamieniano na „-s” zgodnie z grecką gramatyką.
Z języka greckiego imię to przeszło do łaciny jako Iesus, a następnie do języków nowożytnych, w tym polskiego, gdzie przyjęła się forma Jezus dla Chrystusa i Jozue dla następcy Mojżesza.

## Imię Mesjasza w Nowym Testamencie
W Ewangelii Łukasza (Łk 1:26–31) anioł Gabriel ogłasza Marii, że jej Syn otrzyma imię Jezus (Jeszua), które było popularnym imieniem żydowskim tamtych czasów. Jego znaczenie – „Jahwe zbawia” – bezpośrednio odnosi się do misji Jezusa Chrystusa jako Zbawiciela ludzkości.

## Tradycyjny podział terminologiczny
Choć Jozue (Jehoszua) i Jezus (Jeszua) są językowo tym samym imieniem, tradycja chrześcijańska rozdzieliła te formy, używając:
- Jozue dla postaci biblijnej z Księgi Jozuego,
- Jezus dla Jezusa Chrystusa.

Podział ten utrwalił się szczególnie w łacińskiej Wulgacie, tłumaczeniu Biblii dokonanym przez św. Hieronima (ok. 405 r.).

## Znane osoby noszące to imię
- Jozue (arcykapłan żydowski w Biblii)
- Joshua Bell – amerykański skrzypek i dyrygent
- Josh Brolin – amerykański aktor
- Josh Duhamel – amerykański aktor
- Josh Farro – amerykański muzyk, gitarzysta
- Josh Groban – muzyk, kompozytor
- Josh Hartnett – aktor
- Joshua Homme – amerykański gitarzysta i producent muzyczny
- Josh Hutcherson – amerykański aktor
- Joshua Jackson – aktor
- Joshua Kimmich – niemiecki piłkarz
- Josh Klinghoffer – amerykański muzyk, multiinstrumentalista
- Joshua Lederberg – amerykański genetyk i mikrobiolog, noblista
- Joshua Granville Leonard – amerykański aktor, scenarzysta, reżyser filmowy
- Jozue Oberleder (1883 – po 1947) – polski architekt żydowskiego pochodzenia, działający w Krakowie
- Joshua Slocum – żeglarz
- Josh Smith – koszykarz NBA
- Joshua Waitzkin – amerykański szachista